# بخش اونچسکی
بخش اونچسکی (به لاتین: Unechsky District) یک منطقهٔ مسکونی در روسیه است که در استان بریانسک واقع شده‌است.